# Lewis Wilson
Lewis Gilbert Wilson, född 28 januari 1920 i Framingham, Massachusetts, död 9 augusti 2000 i San Francisco, Kalifornien, var en amerikansk skådespelare, främst känd som den förste som spelade Batman (i filmserien Batman).  Han är far till producenten Michael G. Wilson.